# John K. Griffith

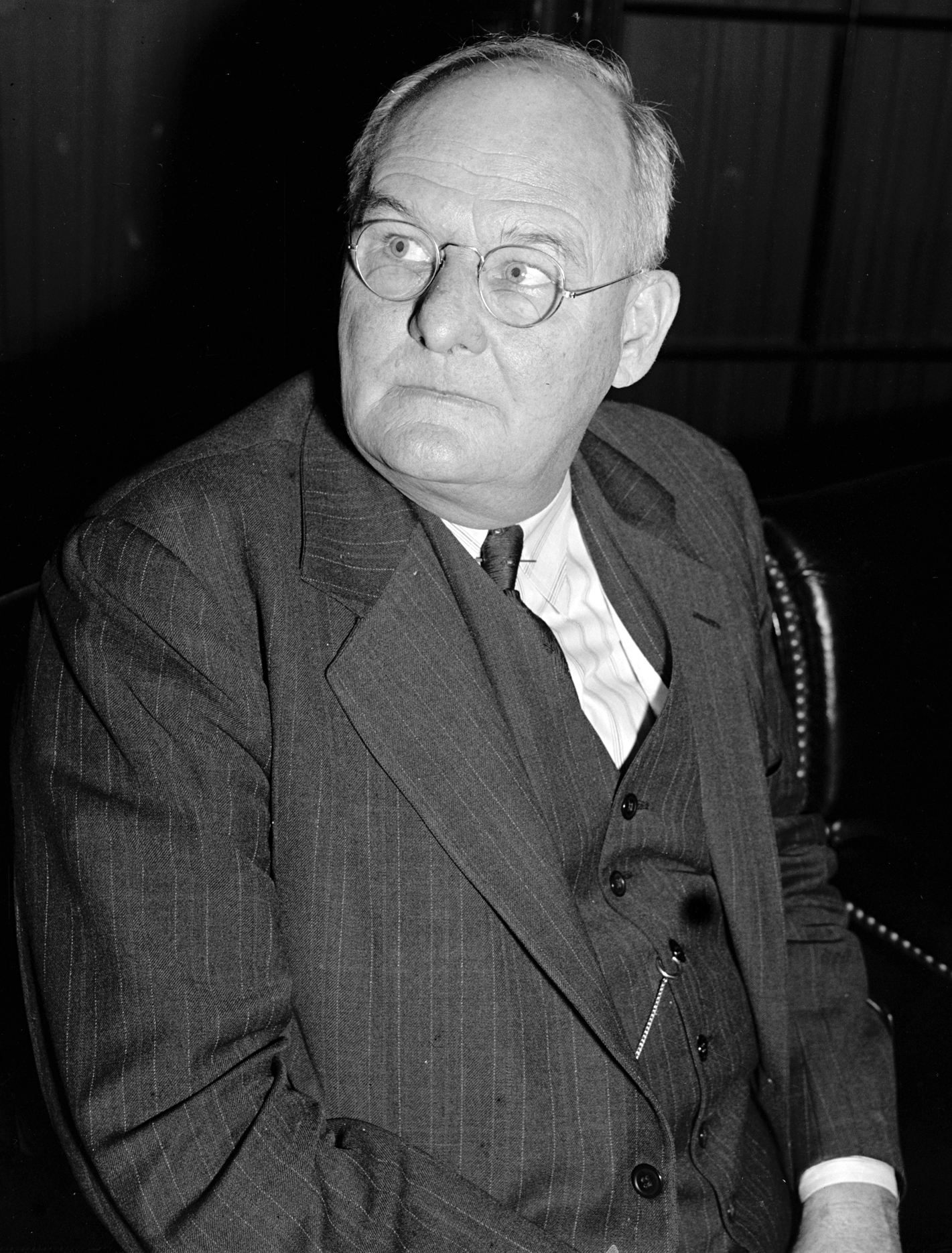
John K. Griffith (1940)

John Keller Griffith (* 16. Oktober 1882 in Port Hudson, East Baton Rouge Parish, Louisiana; † 25. September 1942 in Slidell, Louisiana) war ein US-amerikanischer Politiker. Zwischen 1937 und 1941 vertrat er den Bundesstaat Louisiana im US-Repräsentantenhaus.

## Werdegang
John Griffith besuchte die öffentlichen Schulen seiner Heimat und studierte danach an der Louisiana State University in Baton Rouge. Nach einem anschließenden Medizinstudium an der Tulane University in New Orleans wurde er im Jahr 1907 als Arzt zugelassen. In den Jahren 1909 und 1910 war er stellvertretender Leiter des East Louisiana Hospital for the Insane, einer in Jackson ansässigen Klinik für Nervenkrankheiten. Zwischen 1910 und 1937 praktizierte Griffith als Arzt in Slidell. Dort engagierte er sich auch im Bankgewerbe. Diese Tätigkeit wurde während des Ersten Weltkrieges für zwei Jahre unterbrochen, während denen er als Oberleutnant im medizinischen Dienst der US Army tätig war.
Politisch war Griffith Mitglied der Demokratischen Partei. Bei den Kongresswahlen des Jahres 1936 wurde er im sechsten Wahlbezirk von Louisiana in das US-Repräsentantenhaus in Washington, D.C. gewählt, wo er am 3. Januar 1937 die Nachfolge von Jared Y. Sanders Jr. antrat. Nach  einer Wiederwahl konnte er bis zum 3. Januar 1941 zwei Legislaturperioden im Kongress absolvieren. In dieser Zeit wurden dort weitere New-Deal-Gesetze der Bundesregierung unter Präsident Franklin D. Roosevelt verabschiedet.
Für die Wahlen des Jahres 1940 wurde Griffith von seiner Partei nicht zur Wiederwahl nominiert. An seiner Stelle wurde sein Vorgänger Jared Sanders nominiert und auch gewählt. Nach seinem Ausscheiden aus dem Kongress arbeitete John Griffith für die Milchvermarktungsabteilung des US-Landwirtschaftsministeriums in Slidell. Dort ist er am 25. September 1942 auch verstorben.